# Park Sung-hyun (tir à l'arc)
Dans ce nom, le nom de famille, Park, précède le nom personnel.
Park Sung-hyun est une archère sud-coréenne née le 1er janvier 1983 à Incheon (Corée du Sud). Elle est mariée à l'archer Park Kyung-mo.

## Palmarès

### Jeux olympiques
- Jeux olympiques de 2004 à Athènes
  -  Médaille d'or au concours individuel
  -  Médaille d'or au concours par équipes

- Jeux olympiques de 2008 à Beijing
  -  Médaille d'or au concours par équipes
  -  Médaille d'argent au concours individuel

### Jeux asiatiques
- Jeux asiatiques de 2006 à Doha
  -  Médaille d'or au concours individuel
  -  Médaille d'or au concours par équipes